# پاگنده (فیلم ۱۹۷۰)
پاگنده (انگلیسی: Bigfoot) یک فیلم ترسناک است که در سال ۱۹۷۰ منتشر شد.

## بازیگران
- جان کارادین
- جان میچام
- کریستوفر میچوم
- جوی لانسینگ
- جیمز کریگ
- حاجی
- کن مینارد
- دودلز ویوِر